# Golful Akaba (Eilat)

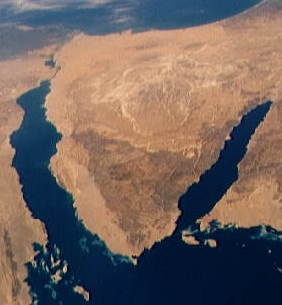
Peninsula Sinai situată între Marea Mediterană, Canalul Suez și Golful Aqaba

Golful Aqaba (scris și Akaba, în arabă خليج العقبة, transliterat: Khalyj al-'Aqabah; în ebraică מפרץ אילת, transliterat Mifraț Eilat, adică Golful Eilat) este un golf în Orientul Mijlociu, între Peninsula Sinai și Peninsula Arabică în nordul Mării Roșii. Coastele aparțin Egiptului, Israelului, Iordaniei și Arabiei Saudite. Golful Aqaba este prelungirea nordică a Mării Roșii. Se întinde între masivul Sinai și teritoriul Arabiei Saudite.

## Geologie

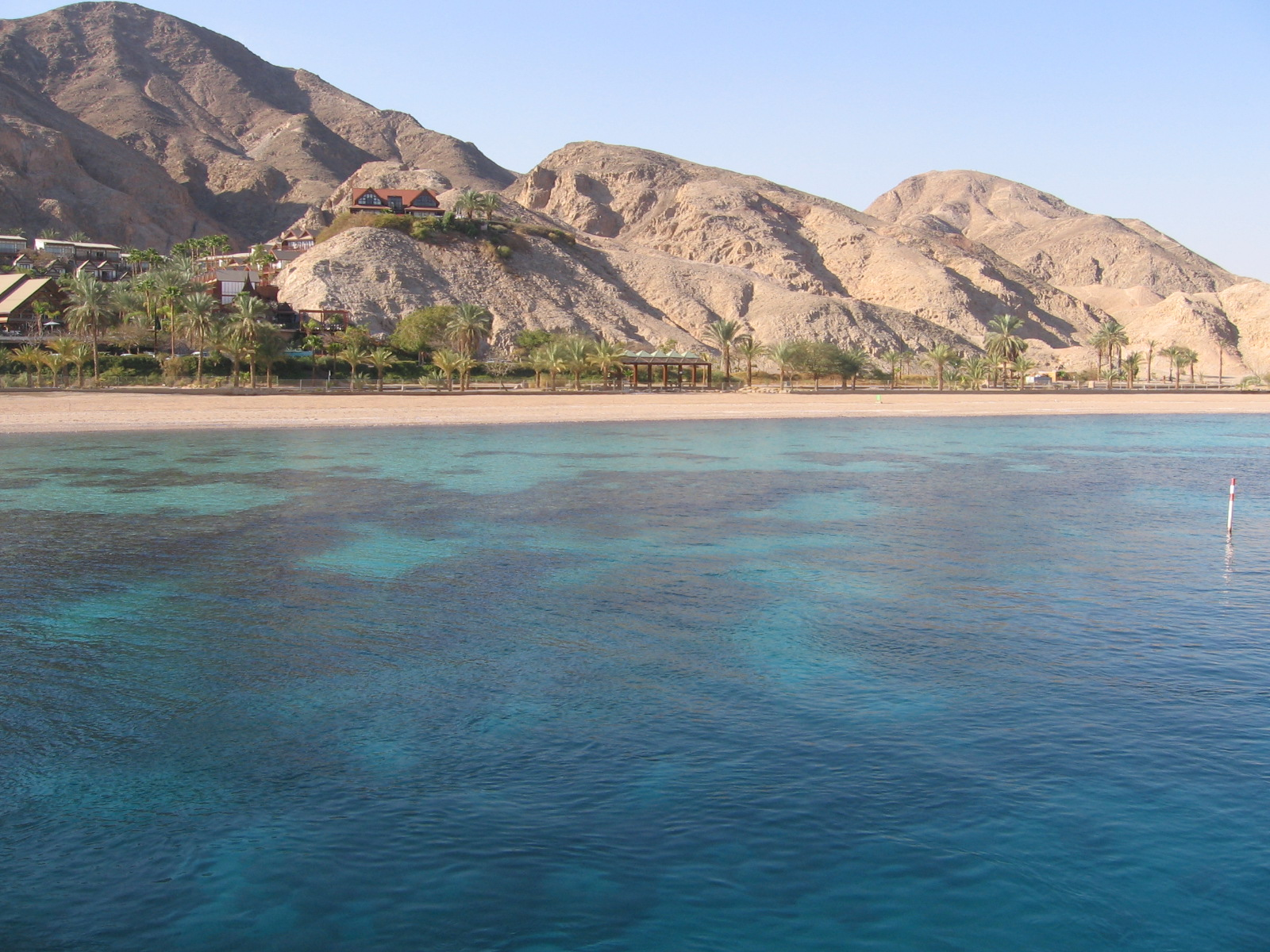
Golful Eilat

Golful Akaba/Eilat este un fragment al marelui sistem de grabene tectonice, care se întinde din Africa de Est(Marele Graben Est-African) prin Marea Roșie până la Valea Iordanului și Depresiunea Bekaa din Liban. Dezvoltarea văii tectonice a Iordanului care a început în era terțiară continuă și astăzi. Segmentul cuprins între Marea Moartă și Golful Akaba/Eilat  poartă numele de Wadi al-Arabe.

## Geografie
Golful Akaba/Eilat atinge lățimea maximă în dreptul localității Maqnā. Cea mai mare adâncime este înregistrată în partea centrală și atinge 1.829 m sub nivelul mării. Cele mai mari înălțimi din regiunea golfului se află în apropierea apei: Jabal Marșah (1.720 m), situat la aproximativ 15 km de țărm în partea Arabiei Saudite și Umm Ișeirat (1.076 m) în partea egipteană, la numai 5 km de mare.

## Turism
Golful este una dintre cele mai populare destinatii de scufundări din lume. Aproximativ 250.000 de scufundări sunt efectuate anual pe coasta Eilat de 11 km, iar scufundările reprezintă 10% din veniturile turistice ale acestei zone.
Peisajul de la Wadi Rum, la est de marginea de nord a golfului este o destinație populară. Alte destinații sunt ruinele civilizației din epoca fierului Ayla din orașul Aqaba, locul Primului Război Mondial, Bătălia de la Aqaba, condusă de Lawrence al Arabiei.
În golf trăiesc balene, orci, delfini, dugongi, și rechini-balenă.

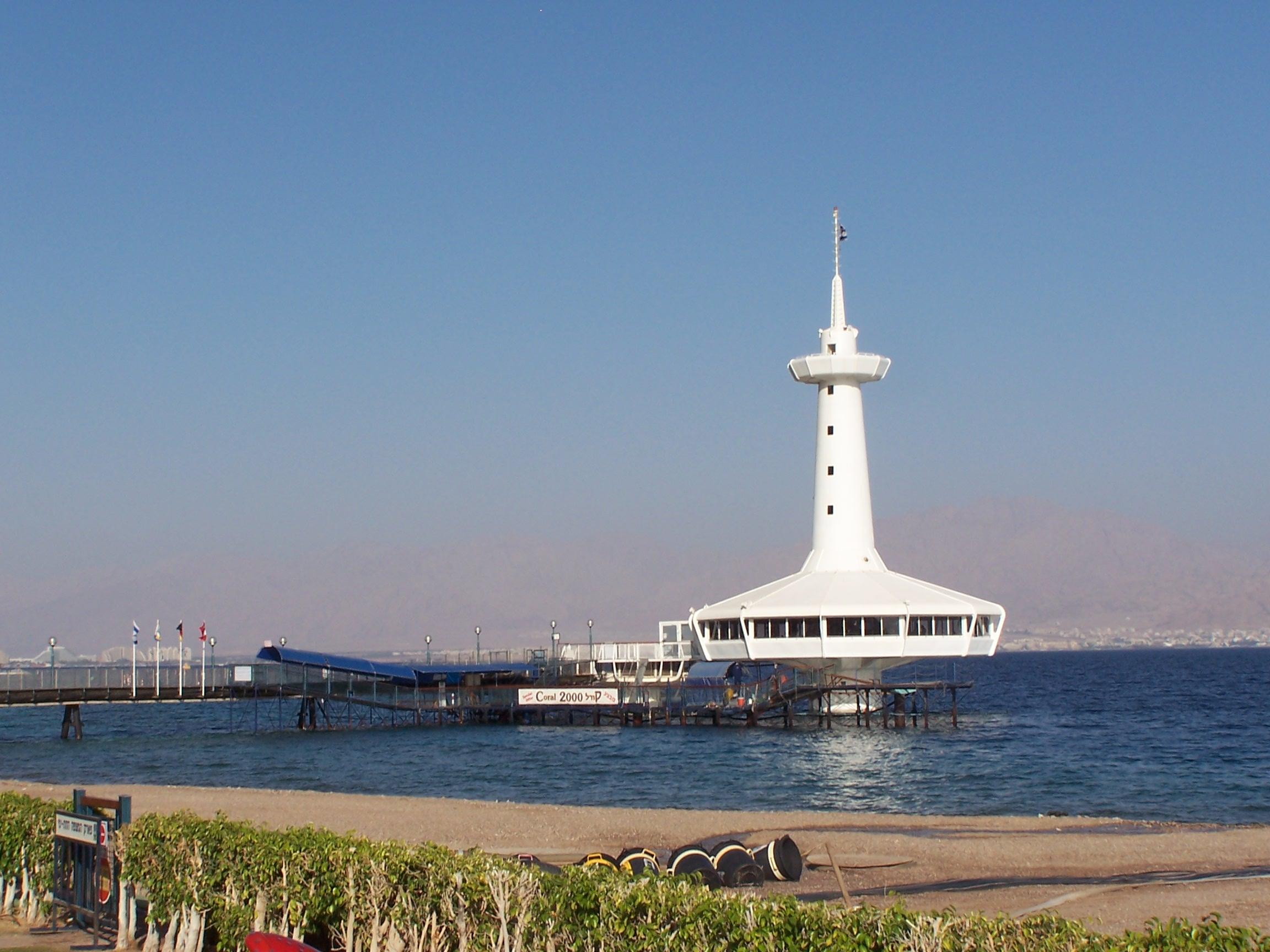
Observatorul subacvatic Coral World de la Eilat
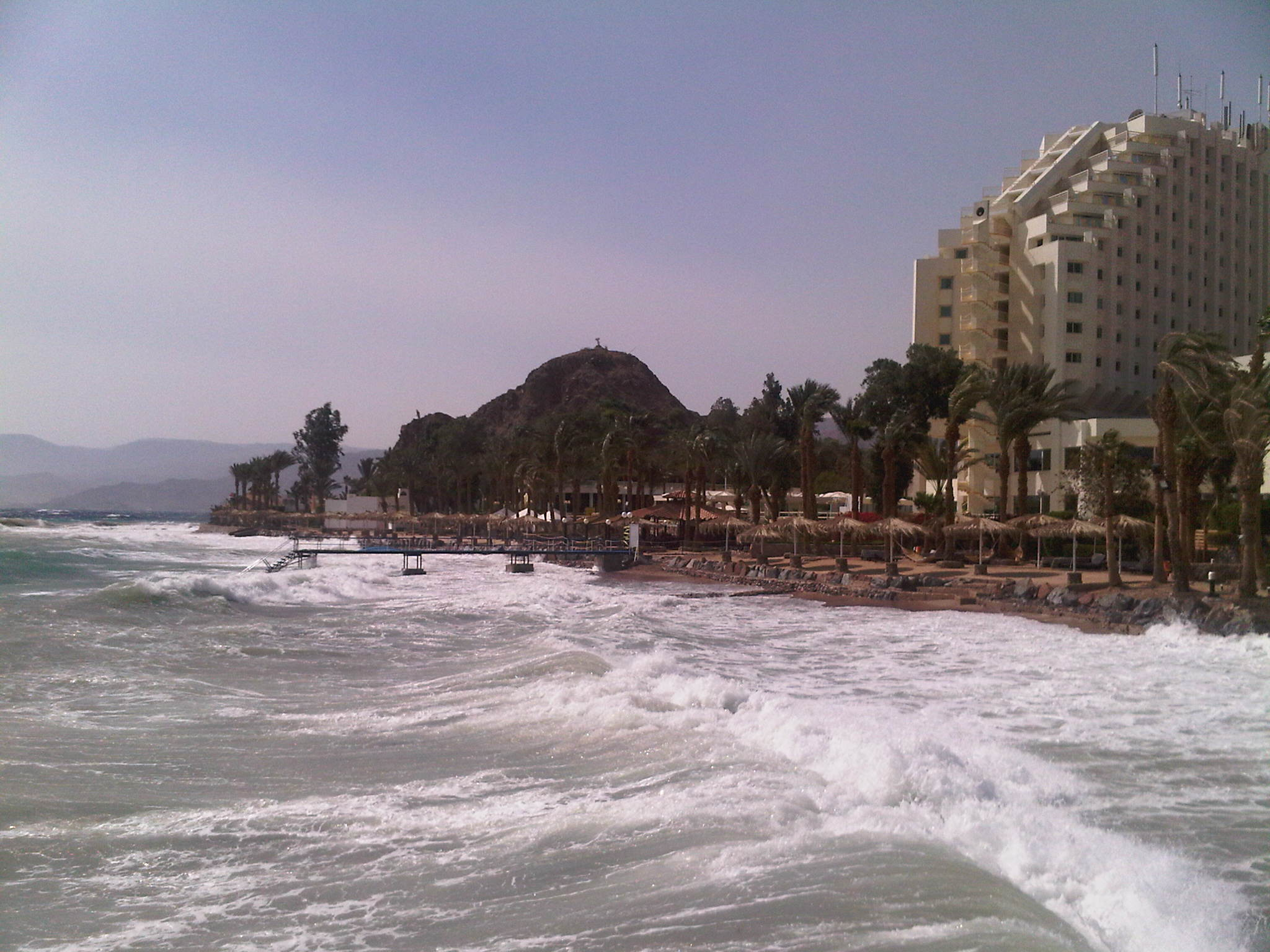
Plaja Taba
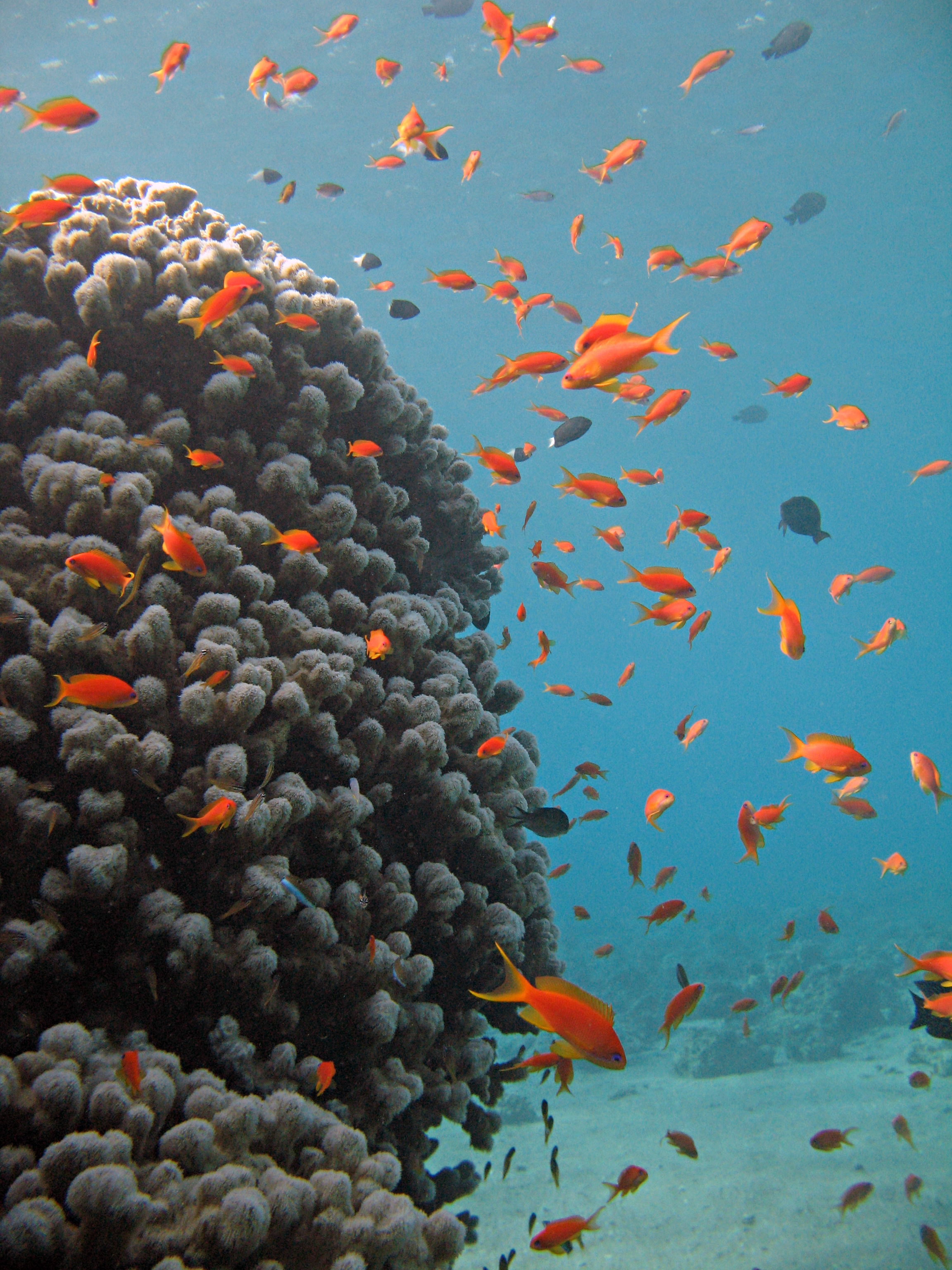
Corali de la Marea Roșie și pești marini
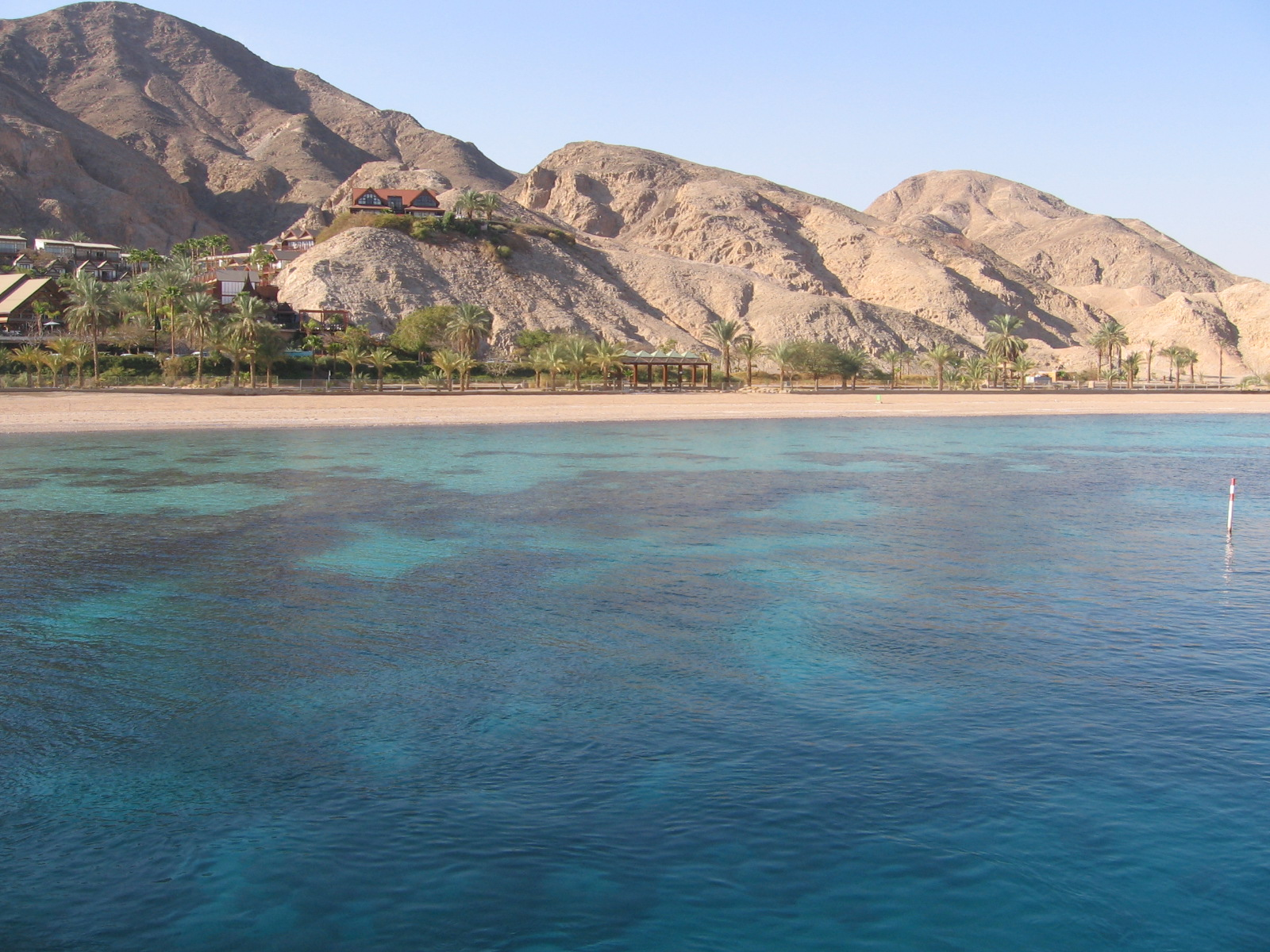
O stațiune lângă Plaja Coral din Eilat
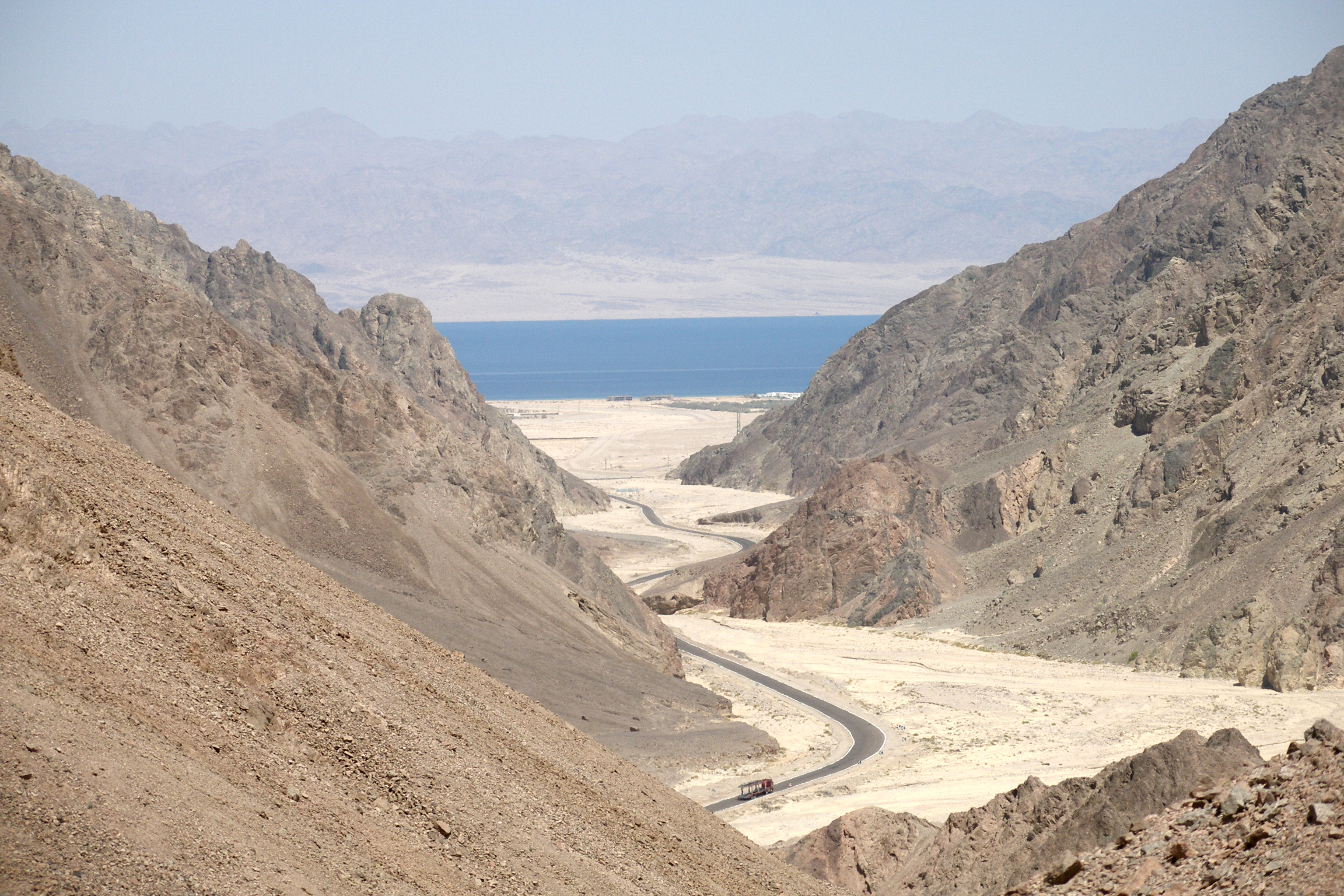